# 軍閥時代

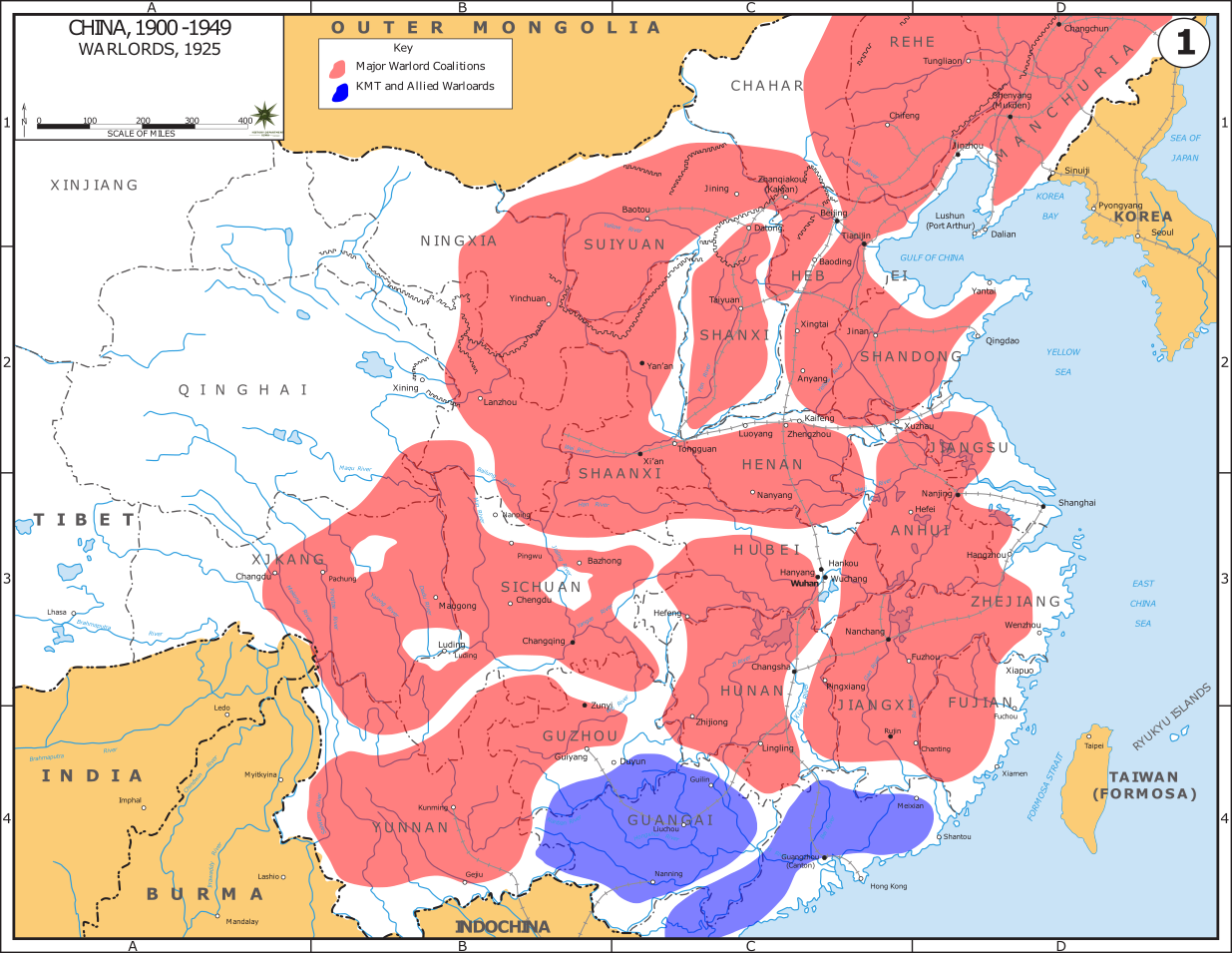
1925年の中国。赤が主要な軍閥の勢力圏。青が孫文の革命派の軍閥の勢力圏。

軍閥時代（ぐんばつじだい、英: Warlord Era）は、1916年から1928年にかけて中華民国が内戦状態となっていた時期を指す。袁世凱の死を契機に北京政府の統制が失われ、各地の軍閥が集合離散を繰り返す軍閥割拠の時代となった。その後、蔣介石の北伐によって各軍閥が国民政府の統制下に入る形で一応は平定された。

## 特徴
これら軍閥は、列強の後ろ盾を持ち、地主階級と結びつき、自勢力拡大を最優先する個人の首領に従う私兵集団であり、中央の統制を受けず、各地に自己の王国を形成していた。このような大小軍閥によって中国全土は割拠され、省単位の大軍閥から小都市を支配するだけの小軍閥も多く、これも多くいた兵力数千しか抱えていない流動的軍閥のなかには、自己を召し抱えてくれる大軍閥を求めて流浪する軍隊もいた。
その戦争も絶えず行われていたが実際は、大演習程度のものでまず声明を述べて自己の優位を述べて相手の非を鳴らし威嚇する。次に電報を打って公に戦況を知らせ同時に敵方を買収する。万が一戦闘になれば火力が優勢なほうが勝利し兵士たちは士気が低いから決して白兵戦には持ち込まない。兵士と将軍同士の死傷者はめったに出ずなるべく損害の少ない戦争の仕方をしていた。これは、敵を撃破したとしても指導者はすぐ介入不可能で経済的価値が高くとも占領できない租界に逃げ込み再起を図るからである。占領地も経済的価値は低く、いつまでたっても決着がつけず、相対的な勝利で満足するしかなかった。この際限のない戦争の費用捻出に支配域の住民に対して租税の先取りを行った。省内だけで通用する不換紙幣を発行し穀物の強制的な買い上げをして、終わったころにはその価値は下落している。それを年々と繰り返した。別の軍閥に入れ替わったとしてもさらに先の租税の先取りをした。また兵士たちの質は低く、待遇は悪く、給料未払いが多いため軍紀は乱れていた。戦地での略奪暴行を約束させることによって士気を保ちその被害にあった住民は苦しんだ。
国際的には、北京政府が正統政府として承認されていたが、それを支配していたのは軍閥混戦を勝利した大軍閥であり数年ごとに交代していた。各国は必要に応じて個別に各地の軍閥と交渉していた。列強は、影響力拡大のために利用していたものの、これら軍閥は支配地域で勝手に輸入品に通過税をかけるために流通を阻害し経済的に不利益を被っていた。
| 派閥                   | 勢力範囲                               | 代表的人物                             | 背景勢力                 |
| ---------------------- | -------------------------------------- | -------------------------------------- | ------------------------ |
| 直系（直隷派）         | 揚子江中下流域及び直隷                 | 馮国璋、曹錕、呉佩孚、斉燮元、孫伝芳   | アメリカ合衆国、イギリス |
| 皖系（安徽派）         | 安徽省、浙江省、山東省、福建省、陝西省 | 段祺瑞、倪嗣沖、徐樹錚、段芝貴、盧永祥 | 日本                     |
| 奉系（奉天派）         | 満州:奉天、黒竜江省、吉林省            | 張作霖、張学良、張宗昌                 | 日本                     |
| 晋系（山西派）         | 山西省                                 | 閻錫山、傅作義                         | 日本                     |
| 馮系（西北派、国民軍） | 西北地区：河北省、内モンゴル（綏遠省） | 馮玉祥、韓復榘、宋哲元、楊虎城         | ソビエト連邦             |

| 派閥                   | 勢力範囲               | 代表的人物                                     | 背景勢力                 |
| ---------------------- | ---------------------- | ---------------------------------------------- | ------------------------ |
| 滇系（雲南派）         | 雲南省、貴州省         | 蔡鍔、唐継尭、竜雲、盧漢                       | アメリカ合衆国、イギリス |
| 旧桂系（旧広西派）     | 広西省、広東省、湖南省 | 陸栄廷、譚浩明、沈鴻英、陳炳焜                 | アメリカ合衆国、イギリス |
| 新桂系（新広西派）     | 広西省、広東省、湖南省 | 李宗仁、白崇禧、黄紹竑                         | アメリカ合衆国、イギリス |
| 粤系（広東派、西南派） | 広東省                 | 陳炯明、陳銘枢、張発奎、陳済棠、余漢謀         | 国民党、新桂系           |
| 川系（四川派）         | 四川省                 | 熊克武、劉湘、劉文輝、楊森、鄧錫侯             | 国民党                   |
| 黔系（貴州派）         | 貴州省                 | 袁祖銘、王家烈、王天培、周西成、劉顕世、彭漢章 | 北京政府、国民党         |
| 湘系（湖南派）         | 湖南省                 | 譚延闓、趙恒惕、唐生智、何鍵                   | 北京政府、国民党         |
| 馬家軍                 | 甘粛省、寧夏省、青海省 | 馬鴻逵、馬鴻賓、馬歩芳、馬歩青、馬繼援、馬安良 | 国民党                   |
| 新系（新疆派）         | 新疆省                 | 楊増新、金樹仁、盛世才                         | ソ連、共産党             |

## 歴史

1925年の中国各地の軍閥の割拠。図の上の西語の凡例を日本語で下に示す。
凡例右列は直隷派への対抗勢力。
馮玉祥の西北派の国民軍
張作霖の奉天派
閻錫山の山西派
凡例中列は直隷派。
四川派
呉佩孚の直隷派
孫伝芳の直隷派
凡例左列は中国国民党（広州国民政府）とその同盟関係にある軍閥。
中国国民党の広州国民政府
広西派
雲南派

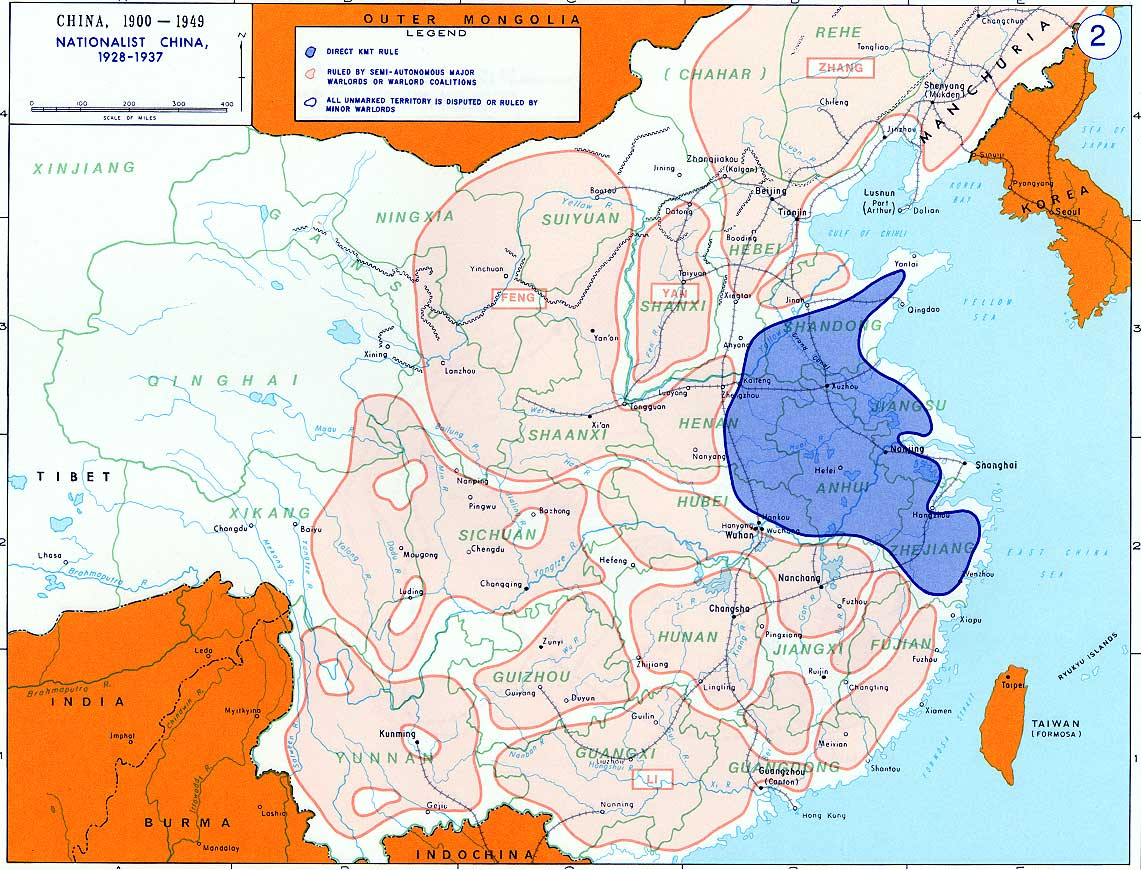
蔣介石

清朝の正規軍は腐敗堕落し、太平天国の乱では連戦連敗をした。これを平定したのは李鴻章の淮軍といった私兵部隊でありその後も清仏戦争などで活躍した。しかし、主力となった日清戦争で淮軍は打撃を受け敗北、艦隊も失った。
淮軍を引き継いだ袁世凱は、淮軍とは別に西洋式の新しい北洋軍を設立し、董福祥の甘軍、聶士成の武毅軍と並びたった。間もなく勃発した義和団の乱では、北洋軍は山東省に赴き鎮圧に尽力する一方、淮軍は、他の地方と同じく政府命令を無視して列強との戦争に参加せず他の二軍とは異なり存続した。
義和団の乱後、清朝は従来の正規軍である「防軍」「練軍」「緑営」を大幅に削減して、代わって清国軍の中核を担う近代的正規軍である新軍を作った。新軍は軍制や訓練、装備に至るまで完全に西洋式に切り替えられた。袁世凱は、自身の管轄する北洋新軍を中央の軍、各省の新軍を地方軍とすることを意図し、清朝が滅亡した時点までに、全国に新軍を十六鎮と十六個混成協（鎮・協は作戦単位）設置した。袁世凱が管轄する北洋六鎮（直隷、山東、満州を管轄）は錬度・装備共にもっとも優れていた。
1911年から1912年にかけて起こった辛亥革命では、新軍は革命派に同調して多くの地方を落とした。袁世凱は当初敵対していたが革命軍に寝返り、清朝を打倒し、中華民国の樹立に協力した。そのため、彼は中華民国の大総統に就任した。しかし、反乱が勃発し1916年に袁世凱が死ぬと中国は北の北洋軍閥中心の北京政府と南の孫文の革命派との間の長期にわたる内戦時代を迎える。
北洋軍閥と革命派軍閥は根拠地とする地方と背景勢力の違いにより、分派間あるいは同一派内の有力者間で抗争を繰り返し、中国を混乱させた。北京政府の政権を争ったのは孫文の革命派に対する武力討伐を主張する安徽派と話し合いの直隷派だが最初に北京政府の実権を握ったは安徽派だった。しかし、講和会議と武力討伐の失敗し1920年の安直戦争で直隷派と中央に乗り出してきた奉天派の連合軍に敗れ勢力を失った。安直戦争により段祺瑞の政権は崩壊し、天津攻撃を恐れた大日本帝国は鉄道沿線各地に軍兵を配置した。
直・奉の連合も長くは続かず、1922年に奉直戦争が勃発、奉天派は大敗して東北三省に帰り態勢を整えた。奉天派は南の孫文の革命派と安徽派残党と軍事同盟を結び1924年に第２次奉直戦争では直隷派から寝返った馮玉祥の協力で張作霖が率いる奉天派が勝利を収めた。こうして張作霖は長江流域まで進出して1924年に北京政府の実権を握った。
しかし、直隷派は徐州周辺では勝利して依然勢力を保った。1924年9月18日、第二次奉天戦争が起こると、日本は内政不干渉を表明する一方、日本陸軍による張作霖への支援は続け、1925年に馮玉祥と密約を結んだ郭松齢が奉天に迫ると、満州出兵を行い、張作霖への軍事支援を実施し、鎮圧した。1926年にはその隙をついて直隷省周辺に侵攻していた馮玉祥を山西派と直隷派と同盟して破り西北地域に追い払い再び奉天派、直隷派の連立政権が誕生した。
南方の革命派も内紛が絶えなかった。袁世凱の死後、孫文は支持基盤である広東省で統一を目指す新政府を立ち上げたがまもなく旧広西派に追い出され同派が支配したが腐敗がひどかったことから陳炯明率いる広東派が奪回し孫文たちを呼び戻した。そのまま広西省に攻め込み旧広西派を壊滅させた。しかし、陳炯明は、あくまで武力による中国統一を主張する孫文と対立し追放した。だが新広西派と雲南派が連合して攻め込み陳炯明は連戦連敗して逃亡、雲南派が孫文を迎え入れ再び軍政府を立ち上げた。
ソ連の支援を受け軍を養成するようになり、1926年、蔣介石を中心とする国民革命軍は広東省から北伐を開始した。
これに対抗するため直隷派と軍事同盟し迎え撃ったが、新広西派、雲南派と同盟した蔣介石はまず直隷派を滅ぼし山西派、西北派と組みさらに北進した国民革命軍は1928年に張作霖を破り北京を占領する。張作霖は奉天へ向かう途中関東軍により爆殺された。その結果、後継者の張学良は蔣介石の国民政府に服従（易幟）して、一応軍閥時代は終焉する。ただ、各地の軍閥はそれぞれの支配地域で一定の影響力を保持し続けており、国民政府が直接的に影響力を持つ地域は第二次国共内戦で中国大陸の支配地域を喪失するまで限定的なままであった。